# Risto Teofilovski
Risto Teofilovski ist ein Filmproduzent, der 1980 für einen Oscar nominiert war.

## Berufliches Wirken
Erstmals trat Teofilovski 1955 als Produktionsleiter für den Kriegsfilm Volca nok in Erscheinung. Im Film versteckt sich eine Gruppe mazedonischer Partisanen vor den faschistischen bulgarischen Behörden, die Mazedonien besetzt haben, in den Bergen. Für die Filmkomödie Mrno leto von 1961 trat Teofilovski als Co-Produzent auf, darin geht es um einen jungen Wissenschaftler und dessen Frau Mira, die Kostümbildnerin am Theater ist. In ihrer angemieteten Wohnung werden beide permanent mit der Neugier ihrer Nachbarn konfrontiert. Als Produktionsleiter arbeitete Teofilovski im darauffolgenden Jahr für das Actiondrama Abrechnung am Silberfluss (Obracun). Darin geht es um eine Gruppe albanischer Nationalisten, die versuchen, die neuen jugoslawischen Behörden auch nach Kriegsende zu behindern.     
Teofilovski produzierte 1979 den jugoslawischen Dokumentar-Kurzfilm Dae, der die Gemeinschaft der Roma zeigt, die den Georgstag im Gedenken an den heiligen Georg, einen frühchristlichen Märtyrer aus Kappadokien, feiern. Dafür erhielt er eine Oscarnominierung. Produziert wurde der Film von Vardar-Film. Der Oscar ging jedoch an Saul J. Turell und seinen Film Paul Robeson: Tribute to an Artist. Im Film wird der Schauspieler, Sänger, Sportler, Autor und Bürgerrechtler Paul Robeson porträtiert.
Über Tefilovski, seine Herkunft sowie seine Ausbildung und was er sonst noch tut oder tat, gibt es keine Informationen.

## Filmografie (Auswahl)
- 1955: Volca nok (Produktionsleiter)
- 1959: Tri Ane (Unit-Produktionsleiter)
- 1961: Mirno leto (Co-Produzent)
- 1962: Abrechnung am Silberfluss (Obracun; Unit-Produktionsleiter)
- 1964: Skoplje ’63 (Co-Produzent)
- 1966: Bis  zum Sieg und weiter (Do pobedata i po nea; Unit-Produktionsleiter)
- 1969: Republikata vo plamen (Unit-Manager)
- 1971: Crno seme (Unit-Manager)
- 1979: Dae; (Dokumentar-Kurzfilm; Produzent)

## Auszeichnung
Oscarverleihung 1980: Oscarnominierung für und mit dem Film Dae in der Kategorie „Bester Dokumentar-Kurzfilm“